# Hercogamia
Hercogamia é uma estratégia seguida pelas angiospérmicas hermafroditas para reduzir a interferência sexual entre a função masculina (anteras) e feminina (estigma) através da separação espacial entre as anteras e o estigma.